# PRP-3
Le PRP-3 « Val » (indice GRAU — 1Zh3, désignation GABTU — « Objet » 767) est un véhicule de commandement des troupes de missiles et d'artillerie soviétiques utilisé pour la reconnaissance, l'identification et l'affectation d'objectifs, en service dans l'armée soviétique de 1970 à 1991.

## Conception
Les études débutent par décret de l'URSS le 15 juillet 1963, en s'inspirant des plans du véhicule de combat d'infanterie BMP-1. Le véhicule poste de commandement est finalement mis en service en 1972.
La conception est réalisée dans les bureaux d'études de l'usine de tracteurs de Tcheliabinsk. Les travaux sont supervisés par Pavel P. Isakov et les véhicules produits en série à Roubtsovsk.

## Opérateurs
- Union soviétique : 64 unités. Transférés à partir de 1991 dans les États formés après la dislocation de l'URSS[3].